# J.F. Willumsens Museum
J.F. Willumsens Museum - muzeum sztuki poświęcone głównie twórczości duńskiego malarza Jensa Ferdinanda Willumsena.

## Historia
Muzeum zostało założone w 1957 roku, w budynku zaprojektowanym przez architekta Tyge Hvassa. W 2005 roku dobudowano nowe skrzydło zaprojektowane przez architekta Theo Bjergs.
Muzeum zawiera szeroki zakres prac Willumsena, w tym obrazy, szkice, grafiki, ceramikę, rzeźby i fotografię.